# ازناب (درسجين)
ازناب (بالفارسية: ازناب) هي قرية تقع في إيران في قسم درسجین الریفي. يقدر عدد سكانها بـ 61 نسمة بحسب إحصاء 2016.